# اولاف اشمالر
اولاف اشمالر (انگلیسی: Olaf Schmäler؛ زادهٔ ۱۰ نوامبر ۱۹۶۹) بازیکن فوتبال سابق اهل آلمان است که در پست مهاجم بازی می‌کرد.
از باشگاه‌هایی که در آن بازی کرده‌است می‌توان به باشگاه فوتبال اشتوتگارت و باشگاه فوتبال آینتراخت برانشوایگ اشاره کرد.
وی همچنین در تیم ملی فوتبال زیر ۲۳ سال آلمان بازی کرده‌است.